# Station Gorzyca Wielkopolska
Station Gorzyca Wielkopolska is een spoorwegstation in de Poolse plaats Gorzyca.